# Graitschen bei Bürgel
Graitschen bei Bürgel är en kommun och ort i Saale-Holzland-Kreis i förbundslandet Thüringen i Tyskland.
Kommunen ingår i förvaltningsgemenskapen Bürgel tillsammans med kommunerna Bürgel, Nausnitz och Poxdorf.